# 마라 (동물)
마라(maras)는 천축서과의 마라속(Dolichotis)에 속하는 2종의 설치류이다. 마라속은 마라아과(Dolichotinae)의 유일속이다. 기니피그의 큰 근연종으로 아르헨티나의 파타고니아 스텝 지역에서 흔하게 발견되지만, 파라과이와 기타 남아메리카 지역에서도 서식한다. 마라는 키가 약 45cm로 카피바라와 비버 그리고 호저 다음으로 커서, 전세계에서 4번째로 큰 설치류이다. 파타고니아마라(Dolichotis patagonum)와 차코마라(Dolichotis salinicola)의 2종이 알려져 있다. 학명 "돌리코티스"(Dolichotis)는 고대 그리스어로 "긴귀"(from [dolicho-] 오류: {{전자}}: transliteration text not Latin script (pos 10: δ) (도움말) ‘long’ + [ōt-] 오류: {{전자}}: transliteration text not Latin script (pos 10: ο) (도움말) ‘ear’)를 의미한다.

## 하위 종
- 파타고니아마라 (Dolichotis patagonum)
- 차코마라 (Dolichotis salinicola)

## 계통 분류
다음은 천축서과의 계통 분류이다.

|  | \| \| 기니피그속 \| \| \| \| \| \| 산악천축서속 \| \| \| \| |
|  |                                                             |
|  | 노랑이빨천축서속                                            |
|  |                                                             |
|  | 기니피그속                                                  |
|  |                                                             |
|  | 산악천축서속                                                |
|  |                                                             |

|  | 기니피그속   |
|  |              |
|  | 산악천축서속 |
|  |              |

| 카피바라아과 | \| \| 카피바라속 \| \| \| \| \| \| 바위천축서속 \| \| \| \| |
|              | \| \| 카피바라속 \| \| \| \| \| \| 바위천축서속 \| \| \| \| |
| 마라아과     | 마라속                                                      |
|              | 마라속                                                      |
|              | 카피바라속                                                  |
|              |                                                             |
|              | 바위천축서속                                                |
|              |                                                             |

|  | 카피바라속   |
|  |              |
|  | 바위천축서속 |
|  |              |

|  | \| \| 기니피그속 \| \| \| \| \| \| 산악천축서속 \| \| \| \| |
|  |                                                             |
|  | 노랑이빨천축서속                                            |
|  |                                                             |
|  | 기니피그속                                                  |
|  |                                                             |
|  | 산악천축서속                                                |
|  |                                                             |

|  | 기니피그속   |
|  |              |
|  | 산악천축서속 |
|  |              |

| 카피바라아과 | \| \| 카피바라속 \| \| \| \| \| \| 바위천축서속 \| \| \| \| |
|              | \| \| 카피바라속 \| \| \| \| \| \| 바위천축서속 \| \| \| \| |
| 마라아과     | 마라속                                                      |
|              | 마라속                                                      |
|              | 카피바라속                                                  |
|              |                                                             |
|              | 바위천축서속                                                |
|              |                                                             |

|  | 카피바라속   |
|  |              |
|  | 바위천축서속 |
|  |              |